# Parafia Niepokalanego Poczęcia Najświętszej Maryi Panny w Lesinach Wielkich
Parafia Niepokalanego Poczęcia Najświętszej Maryi Panny w Lesinach Wielkich – parafia rzymskokatolicka znajdująca się w archidiecezji warmińskiej, w dekanacie Rozogi.